# 16 кварталов
«16 кварталов» (англ. 16 Blocks) — остросюжетная драма, снятая Ричардом Доннером. Ремейк фильма «Сквозь строй» 1977 года. Это был последний фильм Доннера как режиссёра перед его смертью в 2021 году.

## Сюжет
Страдающий алкоголизмом и выгоревший на своей работе детектив полиции Нью-Йорка Джек Мосли получает приказ сопроводить из местного изолятора в расположенное в 16 кварталах здание суда свидетеля по делу о коррупции в полиции Эдди Банкера, который должен выступить перед большим жюри присяжных в 10 утра. Банкер пытается быть дружелюбным с полицейским, рассказывая ему о стремлении переехать в Сиэтл, где займётся выпеканием тортов вместе со своей сестрой, которую он никогда не встречал. Но Мосли это не интересует, и пара останавливается в винном магазине, где внезапно подвергаются нападению вооруженного человека. Мосли тащит Банкера в местный бар, чтобы укрыться и вызвать подкрепление. На место приезжают бывший напарник Мосли Фрэнк Нагент и несколько других офицеров, которые являются частью коррупционной схемы. Нагент говорит бывшему коллеге, что показания Банкера разоблачат нескольких коррумпированных офицеров, включая Нагента. Коррумпированные полицейские пытаются обвинить Банкера в стрельбе в офицера, прежде чем в ответ попытаются его убить. Мосли вмешивается, спасая Банкера и убегая.
Мосли ненадолго останавливается в квартире своей сестры Дайан, чтобы забрать оружие и боеприпасы. Там он узнает, что полиция уже обратилась к ней по поводу его действий ранее в этот день. Он и Банкер продолжают убегать от полиции, хотя Мосли получает ранение. Они загнаны в угол в ветхом многоквартирном доме, когда Нагент со своей командой начинают обыскивать этаж за этажом. Мосли звонит окружному прокурору, чтобы договориться о помощи, но намеренно называет неправильный номер квартиры, подозревая присутствие в ведомстве крота. Мосли и Банкер прячутся в пассажирский автобус, и, поскольку полиция следует за ними, Мосли вынужден взять пассажиров в заложники. Автобус врезается в строительную площадку и вскоре был окружён отделением экстренной службой полиции Нью-Йорка. Предполагая, что Нагент прикажет ESU штурмовать автобус, не волнуясь о безопасности пассажиров, Мосли позволяет им выйти на свободу вместе с Банкером. Мосли находит магнитофон и готовится записать прощальное послание Дайане.
Неожиданно Банкер возвращается в автобус; и пока Нагент готовится выстрелить в него, начальник заставляет полицейского отступить. Банкер пришёл к Мосли как к своему другу и хочет довести дело до конца. Упорство Банкера убеждает Мосли добраться до здания суда, и ему удаётся загнать автобус в переулок, временно не позволяя полиции следовать за ними. Банкер получает ранение, и Мосли вызывает работающую в скорой помощи Дайан. Та оказывает уход ранам Мосли и Банкера, хотя последний всё ещё нуждается в дальнейшем лечении в больнице. Полиция останавливает машину скорой помощи с Дайан, но Мосли и Банкера забрала другая машина, за которой не было полицейского наблюдения. Мосли сообщает Банкеру, что благодаря его показаниям в тюрьму попадёт не только Нагент, но и участвовавший в коррупции Мосли. Мосли выходит в квартале от здания суда и желает Банкеру удачи с его пекарней, приказывая фельдшеру посадить Банкера в автобус до Сиэтла. Свидетель обещает отправить ему торт на день рождения.
Мосли продолжает путь к зданию суда, где его ждут полиция и отделение экстренной службы, а также окружной прокурор. Он входит в здание суда через подземный гараж, где встречает одинокого Нагента. Тот безуспешно пытается отговорить его от дачи показаний вместо Банкера. Мосли входит в здание суда, где один из людей Нагента пытается выстрелить в него, но его убивает один из снайперов экстренной службы. Мосли сообщает окружному прокурору, что даст показания в обмен на исключение Банкера из дела. Его уликой становится записанный в гараже разговор с Нагентом, в ходе которого тот упомянул ряд совершённых злодеяний.
Два года спустя Мосли освобождается из тюрьмы. Он празднует свой день рождения с Дайаной и другими друзьями и с удивлением обнаруживает, что Банкер основал в Сиэтле пекарню «Счастливый знак Эдди и Джека» и прислал к его освобождению торт.

## В ролях

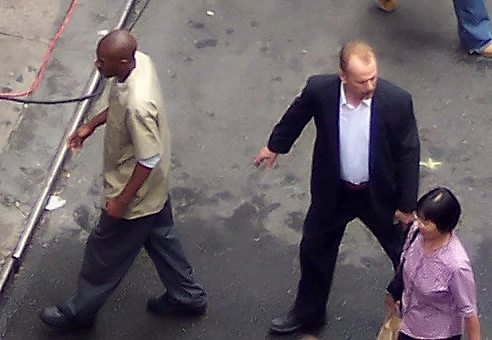
Брюс Уиллис на съёмках фильма

| Актёр          | Роль                   |
| -------------- | ---------------------- |
| Брюс Уиллис    | детектив Джек Мосли    |
| Мос Деф        | Эдди Банкер            |
| Дэвид Морс     | детектив Фрэнк Нагент  |
| Дженна Стерн   | Дайан Мосли            |
| Кэйси Сэндер   | капитан Дэн Грабер     |
| Силк Козарт    | детектив Джимми Малвей |
| Дэвид Зайас    | детектив Роберт Торрес |
| Роберт Раски   | детектив Джерри Шу     |
| Патрик Гэрроу  | детектив Тухи          |
| Саша Ройз      | детектив Келлер        |
| Конрад Пла     | детектив Ортис         |
| Питер Макробби | Майк Шиан              |
| Роб Витхофф    | судебный пристав       |